# Pheidole lucretii
Pheidole lucretii är en myrart som beskrevs av Santschi 1923. Pheidole lucretii ingår i släktet Pheidole och familjen myror. Inga underarter finns listade i Catalogue of Life.